# New Best Friends
«Nuevos Mejores Amigos» título original en inglés: «New Best Friends» es el décimo episodio de la serie de televisión de terror posapocalíptica The Walking Dead. Se estrenó el 19 de febrero de 2017 en Estados Unidos y Latinoamérica por las cadenas AMC y Fox Premium respectivamente. El 20 de febrero se estrenó en España también mediante el canal FOX. Channing Powell fue el guionista de este capítulo mientras que Jeffrey Juanary se encargó en dirigir el episodio.
El episodio se centra en Rick (Andrew Lincoln) y el encuentro de su grupo y el descubrimiento de una misteriosa comunidad, mientras buscaban al Padre Gabriel (Seth Gilliam); sus habitantes son diferentes a cualquiera que hayan encontrado. También presenta la reunión de Daryl (Norman Reedus) y Carol (Melissa McBride).

## Trama
El Rey Ezekiel (Khary Payton), Morgan (Lennie James), y varios miembros del Reino, entre ellos Richard (Karl Makinen), se reúnen con el Los salvadores por su ofrenda de suministro semanal. Durante esto, el Salvador Jared (Joshua Mikel) se enfrenta con Richard y exige su arma; Richard se niega hasta que Ezekiel le ordena que lo haga. Richard se lo entrega con un insulto a Jared, lo que hace que Jared se abalance sobre él, pero Morgan usa su bastón de madera para detenerlo. Para la infracción, los salvadores toman al personal de Morgan cuando se van y les advierten que eviten este tipo de incidentes en el futuro.
De vuelta en el Reino, Richard le entrega a Daryl (Norman Reedus) una nueva ballesta y explica que comparten el mismo objetivo: matar a los salvadores. Richard le pide a Daryl que lo ayude a vencer a los salvadores; Daryl está de acuerdo. Richard lleva a Daryl a un escondite en una carretera que sabe que usan los salvadores. Quiere atacar a los salvadores cuando pasen, de modo que cuando otros salvadores descubran la escena, sigan un rastro hasta un escondite de armas que plantó en la cabaña ocupada por Carol (Melissa McBride). Richard anticipa que si los salvadores matan a Carol, Ezekiel, quien le tiene un afecto e interés, se incitará lo suficiente como para declarar la guerra. Daryl, al enterarse de que Carol está cerca, se niega a seguir con este plan, y jura que dañará a Richard si Carol se lastima de alguna manera y se va por su cuenta.
En la casa de Carol, ella saluda a Ezekiel y acepta su regalo de un plato de comida llamado zapatero. Después de que Ezekiel se va, Carol se sorprende con otro invitado: Daryl. Los dos se abrazan, y Carol le dice a Daryl que se fue de Alexandría porque no quería perder a nadie más. Daryl la pone al tanto de los eventos en Alexandría, aunque le miente acerca de las muertes de Glenn y Abraham. Daryl regresa al Reino, y mientras se hace amigo del tigre de Bengala, Shiva, le pide a Morgan que ayude a convencer a Ezekiel para que se una a la causa contra los Salvadores. Morgan se niega a hacerlo. Al día siguiente, Daryl se dispone a regresar a Hilltop para ayudar a prepararse allí.
En otra parte, Rick (Andrew Lincoln) y su grupo son escoltados a un depósito de chatarra gigante por los Carroñeros, un grupo de supervivientes de actitudes extrañas. Su líder, Jadis (Pollyanna McIntosh), le dice al grupo que los carroñeros ahora los "poseen" y que deben obedecerlos a ellos mismos. Rick intenta suplicarles que ayuden a apoyar su lucha contra los salvadores, pero Jadis no parece impresionada. El Padre Gabriel (Seth Gilliam) aparece, habiendo sido secuestrado por los Carroñeros el día anterior, y tiene a uno de ellos como rehén, tratando de convencer a Jadis de que si vencían a Los salvadores, pueden tener parte del botín. Jadis está intrigada y lleva a Rick a una gran pila de basura. Ella explica que todavía no está segura del trato, y empuja a Rick a un pozo de basura cerrado, donde "Winslow" un caminante, cubierto de espinas y con un casco de metal, se lanza hacia él. Rick es capaz de usar la basura para derrotar al caminante, demostrando su valentía a Jadis. Jadis le dice a Rick que habían estado mirando el bote que él y Aaron (Ross Marquand) habían tomado provisiones de él, buscando a alguien con la capacidad de alcanzarlo. Jadis acepta ofrecer la ayuda de los carroñeros si son recompensados con "muchas" pistolas, un tercio de las tiendas de los salvadores y una porción de los suministros de Alexandría, a lo que Rick accede. A medida que los Carroñeros se dispersan y el grupo de Rick puede irse, Gabriel le agradece a Rick por rescatarlo y por creer que no robó los suministros.

## Producción
Los Actores Chandler Riggs (Carl Grimes), Lauren Cohan (Maggie Rhee), Sonequa Martin-Green (Sasha Williams), Josh McDermitt (Eugene Porter), Jeffrey Dean Morgan (Negan), Austin Amelio (Dwight), Tom Payne (Paul "Jesús" Rovia) y Xander Berkeley (Gregory) no aparecen en este episodio pero igual son acreditados.

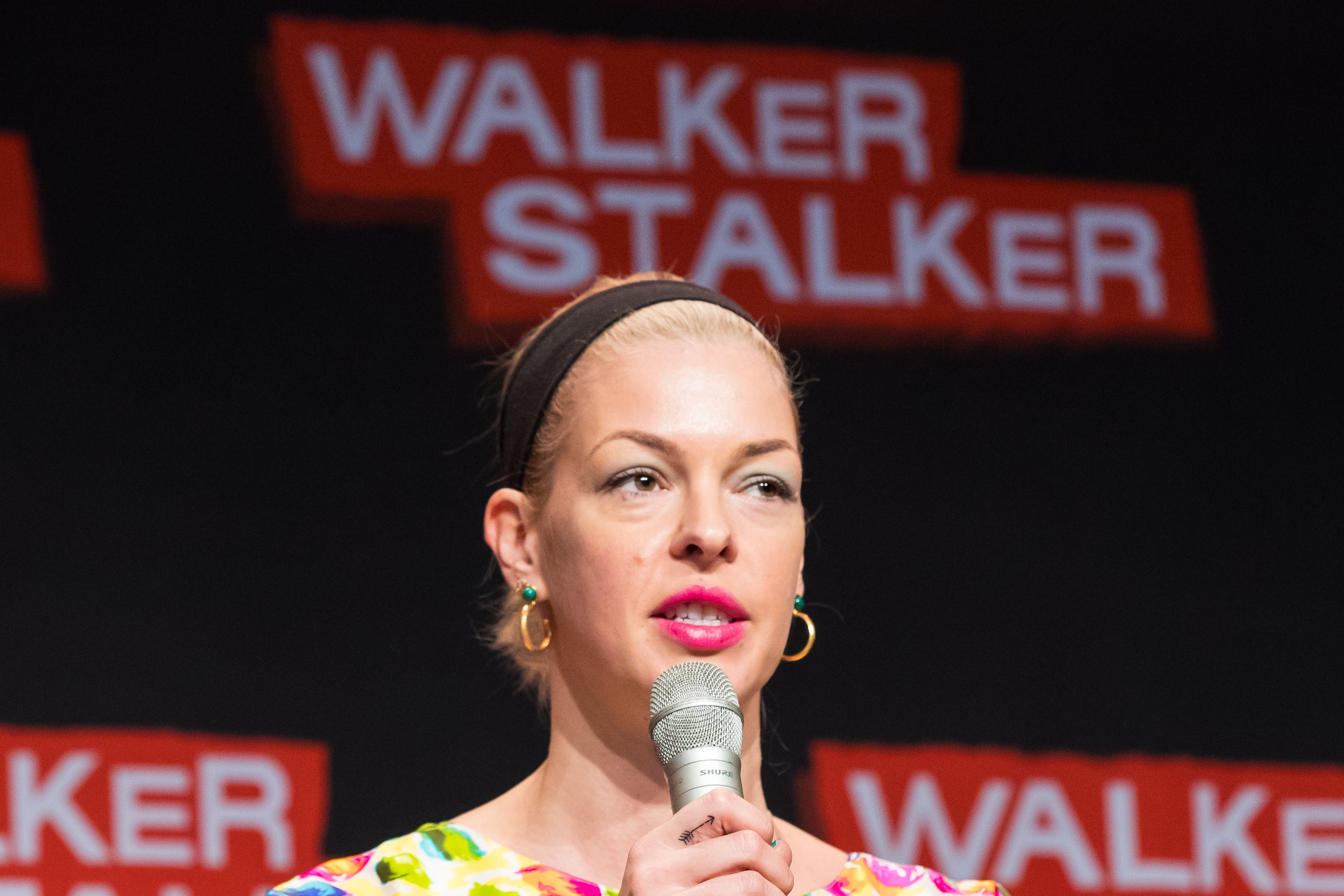
"New Best Friends" marca el debut de Pollyanna McIntosh como Jadis en este episodio.

## Recepción

### Recepción Crítica
New Best Friends recibió críticas positivas de los críticos En Rotten Tomatoes, que posee un 86%, con una calificación promedio. De 7,32 sobre 10, basado en 29 críticas de consenso del sitio. Se dijo lo siguiente: "New Best Friends" Fue de un principio absurdo y la tensión dramática que se introduce una nueva comunidad extrañamente entretenida, aunque algunos momentos se sintió forzada y artificial.

### Audiencia
El episodio recibió una calificación 5.3 en la demográfica 18-49 con 11.08 millones total de espectadores.